# Réseau ferroviaire rapide de Tunis
Le Réseau ferroviaire rapide de Tunis ou RFR est un réseau de transport en commun au gabarit ferroviaire en cours de construction et qui desservira Tunis et son agglomération. La dénomination commerciale « Réseau ferroviaire rapide » n'est pas encore active car seule la ligne de la banlieue sud de Tunis est en exploitation pour le moment ; cette dernière deviendra la ligne A du RFR. La ligne D est en construction alors que la ligne E est inaugurée en 2023.

## Historique

### Origine du projet
En 2007, le ministère du Transport créé la Société du Réseau ferroviaire rapide de Tunis, société publique dédiée à l'élaboration d'un réseau de transport en commun suburbain. La Société nationale des chemins de fer tunisiens sera chargée d'exploiter le Réseau ferroviaire rapide, qui viendra compléter le métro léger de Tunis, exploité par la Société des transports de Tunis, dont la desserte est plus urbaine.

### Ligne de la banlieue sud
La ligne de la banlieue sud de Tunis est une ligne ferroviaire à voie métrique, qui relie la gare de Tunis à celle de Borj Cédria. Alors que la ligne existe depuis 1882, une série de travaux de rénovation entre 1986 et 2012 permet l'extension et l'électrification des voies. Actuellement, la liaison ferroviaire est effectuée par un train de banlieue. Après quelques travaux de mise à niveau de ses stations, la ligne sera intégrée au RFR de Tunis lors de sa mise en place, et deviendra la ligne A du réseau.

#### Ligne D
La ligne ferroviaire D, en construction, reliera la gare de Tunis à la gare de Gobaa. Les voies, nouvellement construites, longent les premiers kilomètres de la ligne de Tunis à Ghardimaou. À environ 1,5 kilomètre au sud-ouest de la gare de Tunis, la construction des lignes D et E aura nécessité le percement du tunnel de Saïda Manoubia, en parallèle d'un tunnel existant réservé aux grandes lignes de la Société nationale des chemins de fer tunisiens. La ligne, qui desservira initialement neuf gares, pourrait être prolongée ultérieurement jusqu'à Mnihla.

#### Ligne E
La ligne ferroviaire E relie la gare de Tunis à la gare de Bougatfa. Sur les premiers kilomètres, le tracé de la ligne E est identique à la ligne D : il passe par le tunnel de Saïda Manoubia, puis bifurque plus à l'ouest pour contourner la sebkha Séjoumi par le nord. Dans un premier temps, la ligne comporte six gares et s'arrête à Bougatfa, mais il est prévu qu'elle soit prolongée en direction de Sidi Hassine.
La mise en service de la ligne E est initialement annoncée pour l'été 2019 puis repoussée en juillet 2021. L'inauguration a finalement lieu le 20 mars 2023.

### Lignes en projet
La Société du Réseau ferroviaire rapide de Tunis prévoit la mise en place des lignes C et F, mais elles sont encore au stade de projet.

## Réseau
Les stations desservies seront les suivantes :

### Ligne D (en construction)
|  |   |  | Stations          | Communes desservies | Correspondance |  |
|  | - |  | ----------------- | ------------------- | -------------- |  |
|  | ● |  | Gare de Tunis     | Tunis               | Métro léger    |  |
|  | • |  | Saïda Manoubia    | Tunis               |                |  |
|  | • |  | Mellassine        | Mellassine          |                |  |
|  | • |  | Erraoudha         | Le Bardo            |                |  |
|  | • |  | Le Bardo          | Le Bardo            | Métro léger    |  |
|  | • |  | El Bortal         | Le Bardo            |                |  |
|  | • |  | La Manouba        | La Manouba          | Métro léger    |  |
|  | • |  | Cité des Orangers | La Manouba          |                |  |
|  | ● |  | Gobaa             | La Manouba          |                |  |
|  |   |  |                   |                     |                |  |

### Ligne E
|  |   |  | Stations              | Communes desservies | Correspondance |  |
|  | - |  | --------------------- | ------------------- | -------------- |  |
|  | ● |  | Gare de Tunis         | Tunis               | Métro léger    |  |
|  | • |  | Saïda Manoubia        | Tunis               |                |  |
|  | • |  | Ennajah               | Tunis               |                |  |
|  | • |  | Ettayaran-Ezzouhour 1 | Ezzouhour           |                |  |
|  | • |  | Ezzouhour 2           | Ezzouhour           |                |  |
|  | • |  | El Hraïria            | El Hraïria          |                |  |
|  | ● |  | Bougatfa-Sidi Hassine | Sidi Hassine        |                |  |
|  |   |  |                       |                     |                |  |

## Financement
Le coût total du projet est estimé à 2,8 milliards de dollars ce qui en fait le 7e projet le plus coûteux en Afrique du Nord. L'État tunisien contribue à 40 % du financement tandis que les 60 % restants sont couverts par un cofinancement de la Banque européenne d'investissement, l'Union européenne, l'Agence française de développement et la Kreditanstalt für Wiederaufbau.

## Matériel roulant
En décembre 2016, le ministère du Transport commande 28 rames automotrices électriques, constituées de quatre éléments chacune, au constructeur sud-coréen Hyundai Rotem, soit 112 voitures au total,. Les deux premières rames sont réceptionnées en août 2019.